# Cecha pośrednia
Cecha pośrednia - ujawnia się u heterozygot, mająca charakter pośredni między cechami występującymi u homozygot obu alleli, w takim przypadku żaden z alleli nie jest całkowicie dominujący ani recesywny (niekompletna dominacja).